# Agbogbloshie
Agbogbloshie és un barri de la ciutat d'Acra, la capital de Ghana, que s'ha convertit en un abocador per a residus electrònics procedent de la Unió Europea i Amèrica del Nord, considerat el major del món. En principi, la Unió Europea prohibeix des del 1992 l'exportació de residus electrònics, amb l'entrada en vigor del Conveni de Basilea, signat el 1989. Però es calcula que cada any 350.000 tones de mòbils, neveres i ordinadors surten il·legalment del continent europeu.
Aquest abocador es troba travessat per un riu. La barriada abasta unes 10,5 hectàrees i es troba a la vora d'una llacuna, al nord-oest del districte de finances d'Acra. En la zona habiten unes 40.000 persones, la majoria provinents de zones rurals. En aquest barri el veïnat sobreviu i malviu gràcies a les feines que proporciona l'abocador, que està organitzat en zones d'incineració, desmuntatge i balances.
Es creu que aquest pot ser el lloc més contaminat del continent africà, principalment per metalls com ara plom, beril·li, cadmi i mercuri, ja que no existeixen normatives governamentals que regulin l'alliberament d'aquestes substàncies tòxiques.
Es tracta d'un lloc on hi treballen infants, amb la finalitat de cercar metalls que puguin ser reciclats, especialment coure, alumini, acer i llautó. Es coneix que pel coure poden cobrar al voltant de 2 € al dia, i només la meitat per altres metalls. El coure s'extreu dels cables, que són cremats sense control en fogueres per a així fondre el recobriment de plàstic, a risc d'inhalar fum tòxic, patir cremades a la pell i tallar-se. Els infants que treballen a l'abocador pateixen precoçment càncers i malalties respiratòries que posaran fi a les seves vides abans que arribin a l'edat adulta. En el cas de les dones, quan queden embarassades, moltes noies pateixen avortaments espontanis o donen llum a nadons amb malformacions congènites.